# ローン級装甲巡洋艦
| ローン級大型巡洋艦 | ローン級大型巡洋艦 |
| ------------------ | --- |
| 竣工時の「ローン」 | |
| 艦級概観           | |
| 艦種               | 装甲巡洋艦（大型巡洋艦） |
| 艦名               | 人名 |
| 前級               | プリンツ・アーダルベルト級 |
| 次級               | シャルンホルスト級 |
| 性能諸元           | |
| 排水量             | 常備： 9,533 t 満載：10,266 t |
| 全長               | 127.8 m |
| 全幅               | 20.2 m |
| 吃水               | 7.76 m |
| 機関               | デュール式石炭・重油混焼缶16基+直立型三段膨張式レシプロ機関3基3軸推進 |
| 最大出力           | 20,625hp ヨルク：20,031hp |
| 最大速力           | ローン：21.1ノット ヨルク：21.4ノット |
| 航続距離           | 12ノット/4,200海里 |
| 乗員               | 633名 |
| 兵装               | クルップ 21cm（40口径）連装砲2基 クルップ 15cm（40口径）単装速射砲10基 8.8cm（35口径）単装速射砲14基 3.7cm機砲単装4基 45cm水中魚雷発射管単装4門                                                                             |
| 装甲               | 舷側：80～100mm（水線面主装甲） 甲板：60mm(水平面) 主砲塔：150mm（最厚部） 主砲バーベット：150mm（最厚部） 副砲塔：100mm（最厚部） 副砲ケースメイト：100mm（最厚部） 前部司令塔：150mm（最厚部） 後部司令塔：80mm（最厚部） |

ローン級装甲巡洋艦はドイツ海軍の装甲巡洋艦の艦級。ドイツ帝国海軍では大型巡洋艦に類別していた。
1906年4月5日に「ローン」が、1905年11月21日に「ヨルク」が竣工した。

## 艦形

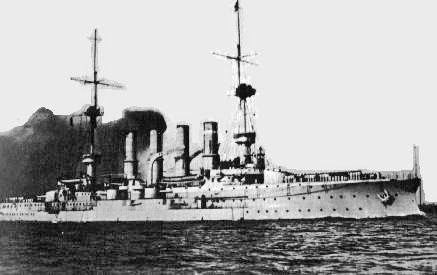
写真は「ヨルク」。

本艦の船体形状は長船首楼型船体を採用している。艦首水面下に衝角（ラム）を持つ艦首から前部甲板上に「21cm（40口径）速射砲」を連装式の主砲塔に収めて1基を配置、艦橋構造は司令塔を下部に組み込んだ船橋（ブリッジ）を両側に持つ箱型とし、その上部に2段の見張り所を持つミリタリー・マストが立つ。その背後に等間隔に4本煙突が立ち、煙突の周囲は艦載艇置き場となっており、2番・3番煙突の間に配置されたグース･ネック（鴨の首）型クレーンが片舷1基ずつ計2基により運用された。
上部構造物の側面には舷側甲板上に副砲の15cm速射砲を砲塔形式で背中合わせに2基、舷側ケースメイト配置で3基ずつの片舷5基ずつ計10基を配置した。上部構造物の最後部に後部ミリタリー・マストと後部司令塔が立ち、甲板一段分下がって後部甲板上に後向きに21ｃｍ主砲塔1基が配置。この武装配置により前後方向に最大で21cm砲2門・15cm砲4門、左右方向に最大で21cm砲4門・15cm砲5門を向けることが出来た。

## 武装

### 主砲
本級の主砲は「1898年型 SK L/40 21cm（40口径）速射砲」を採用している。その性能は108.0kgの砲弾を仰角30度で16,300mまで届かせる事ができるこの砲を連装式砲塔に収めた。砲身の上下は仰角30度・俯角5度の範囲で上下でき、首尾線方向を0度として左右150度の旋回角度を持っていた。発射速度は毎分4～5発である。

### その他備砲、雷装等
副武装として「1898年型 SK L/40 15cm（40口径）速射砲」を採用した。その性能は45.3kgの砲弾を仰角20度で13,700mまで届かせる事ができるこの砲を単装砲架で10基を搭載した。砲身は仰角20度・俯角5度の範囲で上下でき、150度の旋回角度を持っていた。発射速度は毎分4～5発である。
その他に近接火器として「1900年型 8.8cm（35口径）速射砲」を採用した。その性能は7.0kgの砲弾を仰角25度で8,790mまで届かせる事ができるこの砲を単装砲架で14基を搭載した。砲身は仰角25度・俯角5度の範囲で上下でき、露天で旋回角度は360度の旋回角度を持っていたが実際は上部構造物により射界を制限された。砲の旋回、砲身の上下・砲弾の装填の動力は人力を必要とした。発射速度は毎分12発である。その他に3.7cm（23口径）五連装ガトリング砲を4基、対艦攻撃用に45cm水中魚雷発射管を単装で4門装備した。

## 艦歴
第一次世界大戦ではバルト海で行動し、「ヨルク」は1914年11月4日、ヤーデ湾で味方の機雷2発に触雷し横転沈没した。「ローン」はバルト海で対露戦に従事したが1916年に改役され兵装を撤去した。その後に後部甲板上に格納庫を設けて水上機6機と15cm（45口径）速射砲6基を装備とする水上機母艦へと改装されたが空母として利用されず、宿泊艦として使われた。第一次世界大戦後に退役し解体された。

## 参考図書
- 「世界の艦船 増刊　ドイツ巡洋艦史」（海人社）
- 「Conway All The World's Fightingships 1860-1905」（Conway）
- 「Conway All The World's Fightingships 1906–1921」（Conway）